# Lacon misticus
Lacon misticus là một loài bọ cánh cứng trong họ Elateridae. Loài này được Mignot miêu tả khoa học năm 1969.